# Хирургический зажим

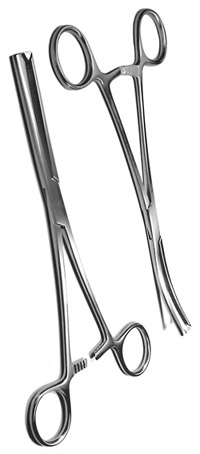
Зажим кровоостанавливающий зубчатый (Кохера)

Хирургический зажим — хирургический инструмент, предназначенный для пережатия органов, тканей или предметов. Зажимы изготавливаются преимущественно из нержавеющей стали и титана.

## Виды

### Кровоостанавливающие зажимы

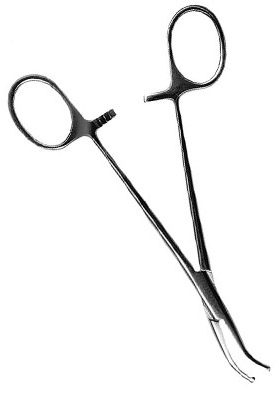
Зажим кровоостанавливающий типа «Москит», изогнутый по ребру

Кровоостанавливающие зажимы применяются для временной остановки кровотечения. Чаще применяются зажимы Бильрота, Кохера и типа «Москит»:
- зажим Бильрота имеет на захватывающих поверхностях насечки, меньше травмирует ткани, но захватывает их непрочно;
- зажим Кохера имеет на захватывающих поверхностях зубчики, что травмирует ткани, но захватывает их прочно;
- зажим типа «Москит» имеет самые тонкие рабочие поверхности, известен также как зажим Холстеда;
- зажим почечной артерии Федорова — применяется для захвата и пережатия сосудов, тканей, основания органов. Для подведения под сосуд лигатуры служит лигатурный диссектор.

### Вспомогательные зажимы
- Зажим Микулича используется для захвата листков брюшины и прикрепления операционного белья к брюшине, может применяться для тупферов. * Зажим Микулича может быть изогнутым и прямым, но у него всегда самые длинные бранши.

Корнцанг предназначен для подачи перевязочного материала, инструментов, введения в рану тампонов, дренажей, извлечения инородных тел, создания тупфера, обработки операционного поля и т. д. Бывает прямой и изогнутый.
- Бельевые цапки предназначены для фиксации операционного белья вокруг раны. Для большей прочности кожу иногда захватывают вместе с салфетками. Цапки применяются для удерживания операционного белья на перевязочном и операционном столиках. В настоящее время пользуются цапками бельевыми и цапками Бакгауза.

### Окончатые зажимы
Окончатые зажимы имеют окошки на браншах. Среди окончатых зажимов различают:
- языкодержатель — необходим для удерживания языка от западания;
- печеночно-почечный зажим применяется для захвата края печени или почки;
- окончатые зажимы применяются для захвата ткани легкого, печени, геморроидальных узлов, полипов — их ещё называют геморроидальными зажимами, или зажимами Люэра.

### Кишечные зажимы
Жомы — кишечные зажимы. По степени сдавливания тканей различают жомы эластичные и раздавливающие. Первые — мягкие эластичные жомы, сдавливают просвет кишки и не дают содержимому кишечника излиться наружу, при этом стенка кишки не травмируется. Вторые раздавливают ткани кишки, после их применения необходима резекция кишки. К раздавливающим относится желудочный жом Пайера.